# Старокотельнянська сільська рада
Старокотельнянська сільська рада (Старо-Котелянська сільська рада) — колишня адміністративно-територіальна одиниця та орган місцевого самоврядування у Андрушівському, Іванківському (Левківському) і Попільнянському районах Волинської округи, Київської й Житомирської областей Української РСР та України з адміністративним центром у с. Стара Котельня.

## Населені пункти
Сільській раді були підпорядковані населені пункти:
- с. Стара Котельня
- с. Старосілля

## Населення
Кількість населення ради станом на 1923 рік становила 4 517 осіб, кількість дворів — 946.
Відповідно до результатів перепису населення СРСР, кількість населення ради станом на 12 січня 1989 року становила 1 857 осіб.
Станом на 5 грудня 2001 року, відповідно до перепису населення України, кількість мешканців сільської ради становила 1 719 осіб.

## Склад ради
Рада складалася з 16 депутатів та голови.

### Керівний склад сільської ради
| ПІБ                          | Основні відомості                                                     | Дата обрання | Дата звільнення |
| ---------------------------- | --------------------------------------------------------------------- | ------------ | --------------- |
| Бондарчук Василь Миколайович | Сільський голова , 1953 року народження, освіта, член народної партії | 26.03.2006   | 31.10.2010      |
| Бондарчук Василь Миколайович | Сільський голова , 1953 року народження, освіта вища                  | 31.10.2010   |                 |

Примітка: таблиця складена за даними джерела

## Історія
Створена 1923 року в складі містечка Котельня та сіл Стара Котельня і Старосілля Котелянської волості Житомирського повіту Волинської губернії. 28 вересня 1925 року в с. Старосілля утворено окрему Старосільську сільську раду Іванківського району.
Станом на 1 вересня 1946 року та 1 січня 1972 року сільська рада входила до складу Андрушівського району Житомирської області, на обліку в раді перебувало с. Стара Котельня.
11 серпня 1954 року, відповідно до указу Президії Верховної ради Української РСР «Про укрупнення сільських рад по Житомирській області», підпорядковано с. Старосілля ліквідованої Старосільської сільської ради Андрушівського району. 29 червня 1960 року, відповідно до рішення Житомирського облвиконкому № 683 «Про об'єднання деяких населених пунктів в районах області», с. Старосілля об'єднане із с. Стара Котельня. 17 квітня 1997 року, відповідно до рішення Житомирської обласної ради «Про внесення змін в адміністративно-територіальний устрій окремих районів», відновлено с. Старосілля з підпорядкуванням його Старокотельнянській сільській раді.
Виключена з облікових даних 17 липня 2020 року. Територію та населені пункти ради, відповідно до розпорядження Кабінету Міністрів України № 711-р від 12 червня 2020 року «Про визначення адміністративних центрів та затвердження територій територіальних громад Житомирської області», включено до складу Волицької сільської територіальної громади Житомирського району Житомирської області.
Входила до складу Андрушівського (7.03.1923 р., 15.09.1930 р., 4.01.1965 р.), Іванківського (Левківського, 27.06.1925 р.) та Попільнянського (30.12.1962 р.) районів.